# Handorf (Dolna Saksonia)
Handorf – gmina położona w niemieckim kraju związkowym Dolna Saksonia, w powiecie Lüneburg. Należy do gminy zbiorowej Samtgemeinde Bardowick.

## Położenie geograficzne
Handorf leży ok. 10 km na północny zachód od Lüneburga i tyleż samo na wschód od Winsen (Luhe).
Od wschodu sąsiaduje z gminą Barum, od południowego wschodu z gminą Wittorf, od zachodu z miastem Winsen (Luhe), siedzibą powiatu Harburg oraz na północy graniczy z gminą Marschacht z gminy zbiorowej Samtgemeinde Elbmarsch w powiecie Harburg. Gmina znajduje się pomiędzy rzekami Ilmenau na wschodzie i północy i jej lewym dopływem Roddau na zachodzie. Na terenie gminy znajdują się mokradła z dużą liczbą kanałów melioracyjnych i łąki.

## Historia
Na terenie gminy znajduje się wiatrak holenderski pochodzący z 1868 r., który został zaadaptowany na cele mieszkalne.

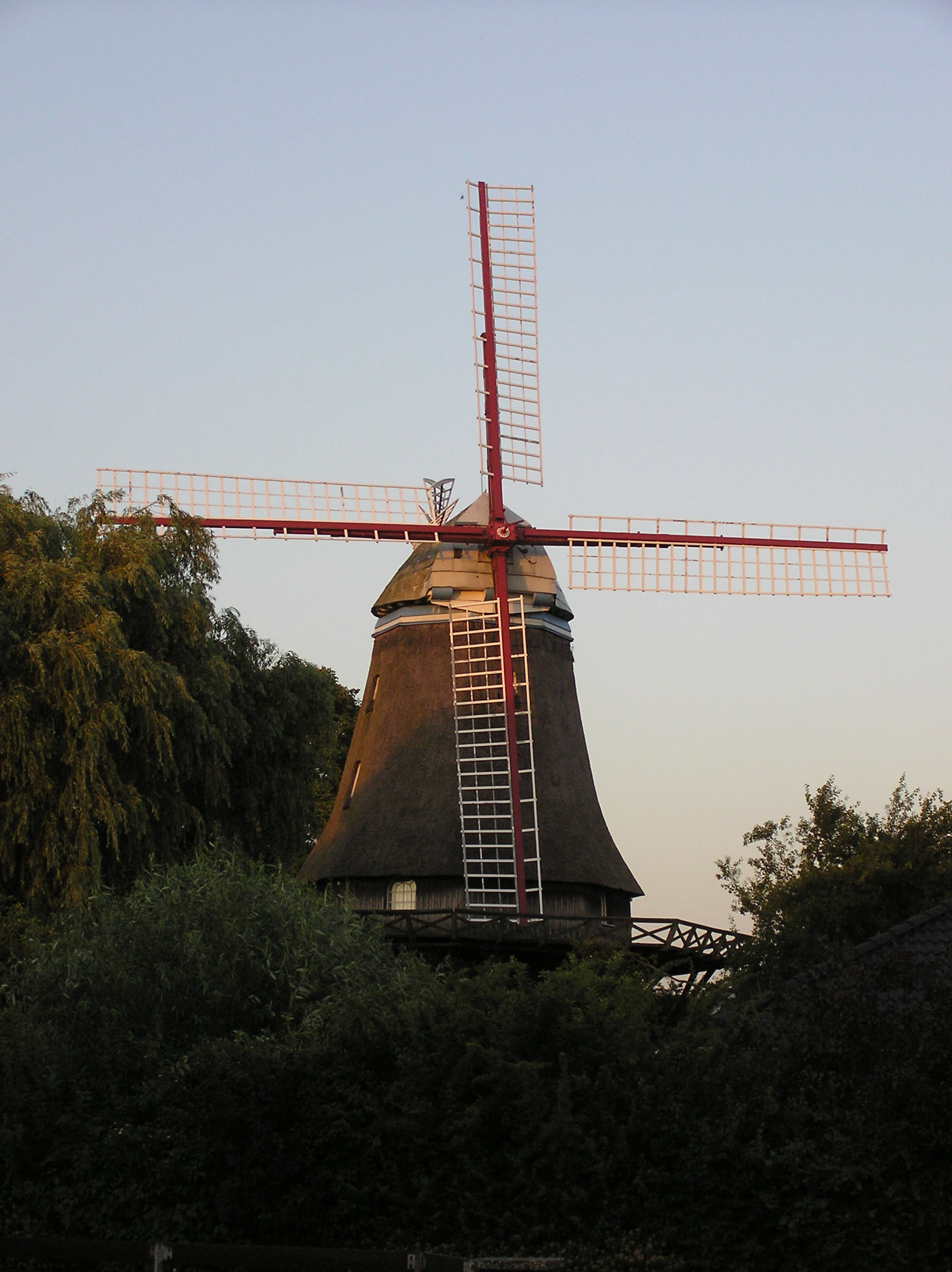
Wiatrak w Handorfie

## Transport
Handorf znajduje się 4 km od węzła na autostradzie A39 (dawna A250) o tej samej nazwie i bezpośrednio przy drodze krajowej B404, łączącej na południu autostradę A39 i na północy autostradę A25.